# تيكاغريلور
تيكاغريلور (بالإنجليزية: Ticagrelor)‏ (الاسم التجاري: («بريلينتا» Brilinta) ('Brilique) ،(Possia)) هو عقار مضاد تكدس الصفائح الدموية والذي تنتجه شركة أسترا زينيكا. وتمت الموافقة على العقار للاستخدام في الاتحاد الأوروبي من قبل المفوضية الأوروبية في 3 ديسمبر، 2010. تمت الموافقة على العقار في الولايات المتحدة من قبل إدارة الغذاء والدواء (الولايات المتحدة) في 20 يوليو 2011.
|  |  |